# Gypona urata
Gypona urata är en insektsart som beskrevs av Luci B. N. Coelho och Jorge Luiz Nessimian 1991. Gypona urata ingår i släktet Gypona och familjen dvärgstritar. Inga underarter finns listade i Catalogue of Life.